# قرار مجلس الأمن التابع للأمم المتحدة رقم 2085
قرار مجلس الأمن التابع للأمم المتحدة رقم 2085، المتخذ بالإجماع في 20 ديسمبر 2012، أذن بنشر بعثة الدعم الدولية الأفريقية إلى مالي. أشار القرار إلى القرارات السابقة المتعلقة بالنزاع في شمال مالي، بما في ذلك القراران 2056 و2071 في الإذن باتخاذ إجراء. وبحسب بان كي مون، فإن القرار «يهدف إلى الاستعادة الكاملة للنظام الدستوري في مالي ووحدة أراضيها».

## خلفية
مع استمرار الصراع بين الجيش المالي والجماعات المتمردة حتى عام 2012 واستمرار المشاكل مع الديمقراطية وحقوق الإنسان، أرسلت الحكومة الانتقالية رسالتين (في 18 سبتمبر 2012 و12 أكتوبر 2012) إلى الأمم المتحدة تطلب الإذن بقوة دولية. أكد مجلس الأمن القرار 2071 في 12 أكتوبر 2012 الذي دعا إلى النظر في التدخل العسكري في مالي وخطة تضعها المجموعة الاقتصادية لدول غرب إفريقيا والاتحاد الأفريقي.
بعد ذلك، في 11 تشرين الثاني / نوفمبر 2012، أصدرت الجماعة الاقتصادية لدول غرب أفريقيا بيانًا عقب اجتماع رفيع المستوى اعتبروا فيه أن التدخل ضروري لحل النزاع في مالي وأذنت بنشر قوة برية.

## استقبال دولي
أدلت المجموعة الاقتصادية لدول غرب إفريقيا ببيان فور صدور القرار 2085 والذي أظهر دعمًا كبيرًا للقرار. وجاء في البيان: «تعرب الجماعة الاقتصادية لدول غرب أفريقيا عن امتنانها الصادق لأعضاء مجلس الأمن على اتخاذ هذا القرار الهام. وتشيد بتصميم ووحدة الهدف التي أظهرتها الدول الأعضاء في المجموعة الاقتصادية والدول المجاورة والاتحاد الأفريقي والأمم المتحدة والشركاء الآخرين ولا سيما الاتحاد الأوروبي وفرنسا والولايات المتحدة، منذ اندلاع الأزمات الأمنية والمؤسسية في مالي والتي توجت باعتماد القرار التاريخي بالإجماع».
أدانت القاعدة في بلاد المغرب الإسلامي وحركة الوحدة والجهاد في غرب إفريقيا القرار في اجتماع بعد أيام قليلة من الموافقة على القرار.
قال وزير الخارجية المالي تيمان كوليبالي، كما زعم تقرير إخباري جزائري، إن سفير الجزائر لدى الأمم المتحدة كان أول من هنّأه على صدور القرار 2085.

## روابط خارجية
- نص القرار في undocs.org